# District de Solan
Le District de Solan  (hindi : सोलन जिला) est un district de l'état de l'Himachal Pradesh en Inde.

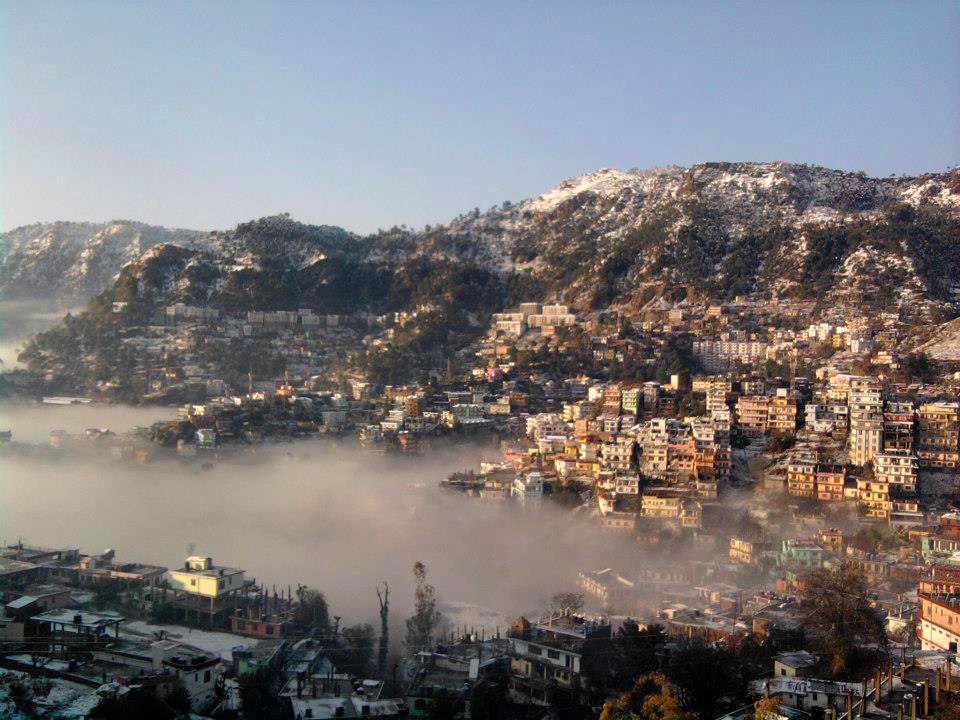
Chute de neige à Solan.

## Géographie
Sa population de 580 320 habitants (en 2011) pour une superficie de 1 936 km2.